# Lemon (singel N.E.R.D)
Lemon – piosenka amerykańskiego zespołu N.E.R.D, pochodząca z ich piątego studyjnego albumu No One Ever Really Dies, wydanego w 2017 roku. W piosence pojawia się gościnnie Rihanna. Singel został wydany 1 listopada 2017 roku nakładem wytwórni Columbia Records. Autorem tekstu jest Pharrell Williams, natomiast producentem jest Kuk Harrell oraz Williams.
Nagranie w Polsce uzyskało status złotej płyty.

## Klip video
Teledysk do singla ujrzał światło dzienne 1 listopada 2017 roku na kanale VEVO grupy. Jego reżyserami są Todd Tourso oraz Scott Cudmore, a producentem Stacy Thiel.

## Historia wydania
| Region                       | Data             | Format                             | Wytwórnia | Przypis |
| ---------------------------- | ---------------- | ---------------------------------- | --------- | ------- |
| Cały świat/Stany Zjednoczone | 1 listopada 2017 | Digital download • streamingowanie | Columbia  | [ 3 ]   |